# Ídolo-botella
Ídolo-botella es un nombre convencional para una imagen simbólica asociada con el culto de la diosa cartaginesa Tanit y que se utiliza junto con el símbolo más común de Tanit. Se encuentra en yacimientos arqueológicos. No existe una interpretación generalmente aceptada del significado de este símbolo.

## Tanit y sus símbolos

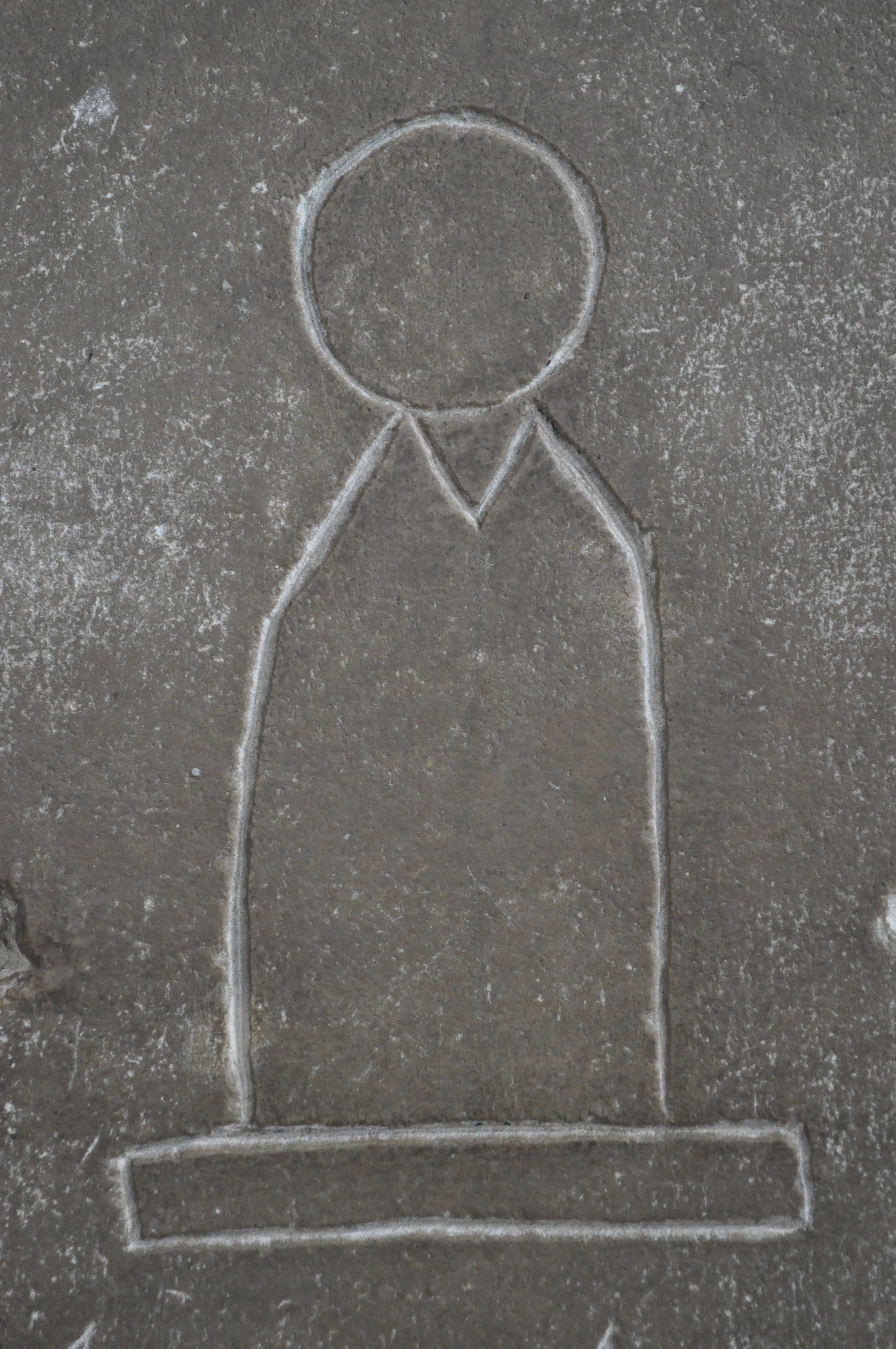
Una de las variantes del signo de la estela. Museo Nacional del Bardo

Tanit es la deidad más popular ya la vez misteriosa de Cartago. Incluso su epíteto en las inscripciones púnicas "Pene Baal " no tiene una interpretación inequívoca ("cara de Baal" o "decoración de Baal"). A partir de ese epíteto queda claro que estaba asociada con Baal, aunque no necesariamente con Baal-Hammon. Tanit era venerada como diosa lunar y celestial, así como como deidad de la fertilidad. En la primera hipóstasis, su símbolo era una luna creciente, generalmente girada con los cuernos hacia abajo, o (menos a menudo) un disco lunar, en la segunda, una paloma, en la tercera, una palmera y una granada.
Tanit actuaba como gobernante y patrona del estado cartaginés. A las inscripciones siempre se le llama rbt ("amante"). Es como "amante" de Cartago que aparece en las monedas cartaginesas. Aunque las primeras monedas púnicas acuñadas en Sicilia copiaban el dinero de las ciudades griegas antiguas vecinas, el perfil femenino que aparecía allí sin duda no simbolizaba las diosas helénicas, sino Tanit. El culto a Tanit estaba muy extendido, como demuestran las numerosas dedicatorias a ella ya Baal Hammon. A la traducción griega del tratado de Aníbal con Filipo V de Macedonia, que cita Polibi, simplemente se le llama "la deidad de los cartagineses".
Yu. B. Tsirkin propone una hipótesis según la cual en la primera mitad del primer milenio aC Tanit era una de las deidades fenicias menores, pero a medida que el imperio cartaginés se desarrollaba, fue pasando a primer plano. Así, en Motia, destruida por los griegos a principios del siglo IV a. C., todavía no se ha encontrado ninguna evidencia de la veneración de Tanit, mientras que en Lilibeum, que sucedió Motia, se han descubierto estelas con dedicatorias a ella.
El Ídolo-botella se ha encontrado tanto en el territorio de Cartago como en Fenicia y regiones adyacentes. Según Yu. B. Tsirkin, este símbolo podría haber aparecido en un altar del tipo que precedió la aparición de estelas asociadas con el inicio del culto de Tanit.

## Descripción y significado
El Ídolo-botella es una especie de recipiente con un cuerpo cilíndrico y ovoide y un cuello cilíndrico corto o capucha semiesférica. La forma del símbolo no permaneció inalterada: hacia el 300 a. C. adquirió un aspecto claramente geométrico. En el siglo III a. C. este símbolo se volvió más raro, y en el segundo cuarto del siglo II a. C., incluso antes de la conquista de Cartago, desapareció completamente.
Como señala Colette Picard, a veces, sobre todo en el siglo III a. C., la gorra se sustituye por una imagen de una cabeza humana, y el cuerpo por un falo o senos femeninos. En ocasiones, el signo representa sin duda un recipiente sagrado. El investigador francés llega a la conclusión de que el signo representa tanto a un niño sacrificado ya quien se dio la inmortalidad, como un recipiente funerario donde se guardaban y enterraban las cenizas de la víctima. 